# دنیس رافائل
دنیس رافائل (انگلیسی: Dennis Raphael) استاد سرشناس رشتهٔ سیاست‌گذاری و مدیریت بهداشت در دانشگاه یورک در تورنتو است.
وی مدرک لیسانس خود را در سال ۱۹۷۲ در رشتهٔ روان‌شناسی از کالج بروکلین دریافت داشت. سپس فوق‌لیسانس خود را در رشتهٔ روان‌شناسی تجربی از دانشگاه تورنتو در سال ۱۹۷۴ و دکترای خود را در رشتهٔ روان‌شناسی کاربردی در سال ۱۹۷۵ میلادی از همین دانشگاه دریافت نمود. 

## پژوهش‌ها
وی بیش از ۳۰۰ مقالهٔ علمی با تمرکز بر اثرات بهداشتی نابرابری اقتصادی، فقر و کیفیت زندگی مردم و جوامع، و همچنین تصمیمات دولت‌مردان بر روی سلامت ساکنان کانادا نگاشته‌است. در سال‌های اخیر، او دربارهٔ ضرورت آینده‌ای سوسیالیستی نوشته است، چرا که معتقد است سرمایه‌داری نه تنها باعث بروز مشکلات متعدد سلامت می‌شود، بلکه توانایی حل آن‌ها را نیز ندارد.
در طول دوران حرفه‌ای‌اش، او ۱۶ کتاب، ۶۷ فصل کتاب، و ۱۶۰ مقاله علمی داوری‌شده منتشر کرده است. «رافائل» به‌تازگی در مورد شباهت‌های بین عوامل اجتماعی مؤثر بر سلامت عمومی و سلامت دهان، گفتمان‌های مرتبط با سلامت در انجمن‌های مرتبط با بیماری‌ها، و همچنین مفاهیم مشروعیت و شایستگی نهادهای حاکم در دولت‌های رفاه لیبرال مقاله‌هایی منتشر کرده است. او همچنین آثاری درباره نابرابری‌های سلامت در کشور رواندا و کشورهای نوردیک به چاپ رسانده است و دو مقاله درباره سلامت این کشورها در ژورنال علمی «سلامت عمومی اسکاندیناوی» منتشر کرده است. تلاش‌های گسترده او در این حوزه باعث شد به مقام استاد تمامی ارتقاء یابد و جایزه ریاست دانشکده سلامت دانشگاه یورک در بخش تحقیقات ــ ویژه پژوهشگران باتجربه ــ را در سال تحصیلی ۲۰۱۰–۲۰۰۹ دریافت کند. از سال ۲۰۰۴، او مدیریت فهرست‌نامه ایمیلی (لیست‌سِرو) مربوط به عوامل اجتماعی مؤثر بر سلامت را در دانشگاه یورک بر عهده دارد.
از جمله فعالیت‌های اخیر او می‌توان به به‌روزرسانی کتاب زنده ماندن: دیدگاه‌های انتقادی درباره سلامت، بیماری و مراقبت‌های بهداشتی (ویراست سوم، ۲۰۱۹) با همکاری «توبا برایانت» و «مارسیا ریُو» اشاره کرد. همچنین با همکاری توبا برایانت، کتاب سیاست‌های سلامت در دولت رفاه کانادا را آماده و در سال ۲۰۲۰ منتشر کرده است. در ژوئن ۲۰۱۹، سخنرانی کلیدی نهمین کنفرانس تحقیقات ترویج سلامت نوردیک را در راسکیله دانمارک ایراد کرد. او همچنین ویراست سوم کتاب فقر در کانادا: پیامدها برای سلامت و کیفیت زندگی را در سال ۲۰۲۰ به‌روزرسانی کرد.
با همکاری توبا برایانت، یوها میکونن و الکساندر رافائل، ویراست دوم کتاب عوامل اجتماعی مؤثر بر سلامت: واقعیت‌های کانادایی را تهیه کردند که از طریق وب‌سایت thecanadianfacts.org در دسترس است. نسخه نخست این کتاب بیش از ۱٬۲۰۰٬۰۰۰ بار دانلود شد و نقش مهمی در تغییر گفتمان درباره سلامت و عوامل مؤثر بر آن در کانادا ایفا کرد.